# Tilly-la-Campagne
Tilly-la-Campagne település Franciaországban, Calvados megyében. Lakosainak száma 244 fő (2018. január 1.). Tilly-la-Campagne Bourguébus, Garcelles-Secqueville, Hubert-Folie, Rocquancourt, Saint-Martin-de-Fontenay és Le Castelet községekkel határos.

## Népesség
A település népessége az elmúlt években az alábbi módon változott:
| Lakosok száma | 96   | 80   | 73   | 93   | 95   | 127  | 130  | 195  | 215  | 244  |
|               | 1968 | 1975 | 1982 | 1999 | 2006 | 2011 | 2013 | 2016 | 2017 | 2018 |